# Hanne Claes
Hanne Claes (Hasselt, 4 augustus 1991) is een Belgische voormalige atlete, gespecialiseerd in de sprint en het hordelopen. Ze is meervoudig nationaal kampioene op de 200 m en de 400 m horden. Op dit laatste onderdeel is zij sinds 2023 Belgisch recordhoudster. Ze nam tweemaal deel aan de Olympische Spelen.

## Loopbaan

### Focus op 100 m horden en sprint
In 2009 maakte Hanne Claes haar internationaal debuut met een finaleplaats op de Europese kampioenschappen bij de U20-junioren in Novi Sad (Servië) op de 100 m horden.
In de jaren die volgden schaarde zij zich in eigen land bij de sprinttop, met tussen 2011 en 2013 in totaal vier nationale titels op de 200 m en zilver en brons op de 100 m. Het leidde ertoe, dat Claes in 2012 deel uitmaakte van het Belgische 4 x 100 m estafetteteam, dat deelnam aan de Europese kampioenschappen in Helsinki. Hier strandde zij met haar teamgenotes in de series. Eerder had zij op de 200 m de halve finales bereikt, waarin zij in haar race als vijfde eindigde.
Tijdens de universitaire kampioenschappen 2014 behaalde ze met haar debuut op de 400 m horden meteen de limiet voor deelname aan de Europese kampioenschappen in Zürich. Daar werd ze uitgeschakeld in de series.
In 2015 behaalde Claes op de 200 m een finaleplaats op de universiade in Gwangju. Daarna hield een hielblessure haar lange tijd buiten strijd.

### Focus op 400 m horden en estafette
In april 2017 hervatte Claes de trainingen en begon ze opnieuw wedstrijden te lopen. Ze schoolde zich om naar hordeloopster en begin juni 2018 wist ze zich op de 400 m horden te plaatsen voor de Europese kampioenschappen. Dat ze met deze overstap ook een aantrekkelijke kandidate was geworden voor de nationale 4 x 400 m estafetteploeg bewees Claes twee weken later toen ze, samen met Margo Van Puyvelde, Cynthia Bolingo Mbongo en Camille Laus, tijdens een meeting in Bern het 38 jaar oude Belgische record op dit estafette-onderdeel verbeterde naar 3.29,06. Op de EK in Berlijn later dat jaar bracht het Belgische team met Claes, en Justien Grillet in plaats van Margo Van Puyvelde, dit record verder omlaag tot 3.27,69 en behaalde daarmee een vierde plaats. Op de individuele 400 m horden werd ze eveneens vierde.
Op de Europese indoorkampioenschappen van 2019 in Glasgow maakte Claes opnieuw deel uit van het 4 x 400 estafetteteam en weer sneuvelde er een Belgisch record: Bolingo Mbongo, Claes, Van Puyvelde en Laus eindigden op de vijfde plaats in 3.32,46, een nationaal indoorrecord. Op de Belgische kampioenschappen later dat jaar liep zij op de 400 m horden naar de limiet voor deelname aan de Olympische Spelen van 2020 in Tokio. Op de wereldkampioenschappen dat jaar in Doha werd ze op de 400 m horden uitgeschakeld in de halve finale. Op de 4 x 400 m behaalde ze ditmaal samen met Imke Vervaet, Paulien Couckuyt en Camille Laus in een Belgisch record de finale en daarmee de selectie voor de Olympische Spelen. In deze finale werd het Belgisch estafetteteam vijfde. Ze liep ook de finale van de 4 x 400 m gemengde aflossing. Daarin werd ze samen met Dylan Borlée, Camille Laus en Kevin Borlée in alweer een Belgisch record zesde.
In 2021 nam Claes deel aan de Olympische Spelen in Tokio. Bij die gelegenheid kwam zij uit op de 400 m horden, maar geraakte zij niet voorbij de reeksen. Het jaar erna maakte Claes op de WK indoor in Belgrado opnieuw deel uit van de Belgische ploeg op de 4 × 400 m estafette en alweer leidde dit tot een Belgisch indoorrecord. In de recordtijd van 3.30,58 plaatsten Hanne Claes, Naomi Van den Broeck, Imke Vervaet en Camille Laus zich in hun serie voor de finale. Daarin konden zij die prestatie niet herhalen en finishten zij in 3.33,61 als zesde.

### Geen EK-medaille, wel een Belgisch record
Bij de start van het outdoorseizoen 2022 worstelde Claes met achillespeesproblemen. Vanwege het overvolle zomerprogramma met eerst een WK, gevolgd door een EK, moest zij daarom noodgedwongen besluiten om zich voor het eerste toernooi, de WK in Eugene, terug te trekken, teneinde haar achillespezen te ontzien en voldoende tijd over te houden om zich optimaal te prepareren voor haar hoofddoel dat jaar, de EK in München. Dit lukte, waardoor zij in München zowel aan de 400 m horden kon deelnemen als aan de 4 × 400 m als lid van de 'Belgian Cheetahs'. Op het eerste, individuele onderdeel werd zij vierde in haar halve finale in 55,31; hiermee kwam zij 0,02 seconde te kort om door te gaan naar de finale. Op de 4 × 400 m liepen Cynthia Bolingo Mbongo, Hanne Claes, Helena Ponette en Camille Laus een zeer sterke race en gingen de Belgian Cheetahs in de laatste ronde tot in de bocht voor de finish zelfs aan de leiding. Tegen de eindsprint van de Nederlandse Femke Bol was echter niemand bestand, waarna ook de Poolse en Britse loopsters nog aan laatste Cheetah Camille Laus voorbij gingen. Geen medaille dus, maar het Belgische viertal eindigde de race wel in 3.22,12, wat 1,84 seconden sneller was dan het bestaande Belgische record.

### Belgian Cheetahs 5e op WK 2023
Het jaar 2023 stond in het teken van de WK in Boedapest. Het kwam er dus op aan om je tijdig te kwalificeren voor dat toernooi. Wat betreft de Belgian Cheetahs stond deelname al wel vast na de uitstekende vierde plaats op de EK van München in 2022. Op de 400 m horden diende Claes zich echter nog wel te kwalificeren. Daarover liet zij niet lang twijfels bestaan. Tijdens een wedstrijd in het Spaanse Huelva begin juni liep Claes de 400 m horden in 54,87, drie honderdsten onder de WK-limiet, een PR en de tweede beste tijd ooit door een Belgische gelopen. Alleen Paulien Couckuyt was in 54,47 ooit sneller. Daar bleef het echter niet bij, want nog geen maand later, op 2 juli, gooide Claes er nog een schepje bovenop en verbeterde zij het nationale record van Couckuyt door in het hooggelegen Zwitserse La Chaux-de-Fonds de klokken te laten stilstaan op 54,33. Hiermee kwalificeerde zij zich tevens voor Olympische Spelen van 2024 in Parijs.
In Boedapest kwalificeerde Claes zich in haar serie op de 400 m horden met gemak door derde te worden in 55,13. Waarom het vervolgens in de halve finale niet harder ging – ze finishte in 56,06 in de achterhoede – kon zij na afloop niet verklaren. "Ik heb niet de wedstrijd kunnen lopen die ik wou doen. Ik ben wel wat ontgoocheld in mezelf, maar ik weet niet waaraan het ligt. Dit is heel vervelend, want de vorm is er en het is niet gelukt. Dit is een ontgoocheling." Ze had nu vijf dagen om de teleurstelling achter zich te laten alvorens te moeten aantreden voor de 4 × 400 m estafette. Dat lukte. Zonder Cynthia Bolingo Mbongo, die vanwege een opspelende kuitblessure de estafette aan zich voorbij moest laten gaan, maar samen met de ervaren Imke Vervaet als diens vervangster kwamen Helena Ponette, Hanne Claes en Camille Laus opnieuw tot een tijd binnen de 2.23, 2.22,84 om precies te zijn. Het leverde een vijfde plaats op, de plek waar zij zich tijdens de wedstrijd eigenlijk voortdurend op bevonden. Geen medaille, maar een plekje beter dan een jaar eerder. En dus overheerste het positieve gevoel. Claes: "We lopen inderdaad een toptijd en zijn 4e op Europees niveau. Dat toont gewoon dat dat niveau heel hoog ligt. En met een 5e plaats zijn we wel op onze plek beland."

### Aanloop naar EK en OS 2024
In 2024 sloeg Claes het indoorseizoen over. Ze had aan de WK in Boedapest een blessure overgehouden, ontstaan door een verkeerde landing na het nemen van een horde. Ze deed het na het atletiekseizoen zeven weken rustig aan, maar de pijn bleek niet weg te zijn toen zij de training hervatte. Uiteindelijk was een stressreactie op het scheenbeenvlies de oorzaak. Pas begin 2024 kon zij, tijdens de laatste twee weken van een trainingskamp in Australië, weer op de baan trainen. Daardoor had zij een fikse trainingsachterstand opgelopen en kwam het indoorseizoen voor haar te vroeg. Ze richtte zich nu op het outdoorseizoen, waarin zij nog eenmaal wilde knallen, voordat zij een punt achter haar atletiekactiviteiten ging zetten.
De Belgian Cheetahs moesten zich aan het begin van het buitenseizoen bij de World Athletics Relays in Nassau, Bahama's, begin mei, definitief zien te kwalificeren voor de EK in Rome en de Spelen in Parijs. Claes was daar ditmaal ook bij. Het was nu zaak om in de series bij de eerste twee te finishen. Dat lukte niet; Naomi Van den Broeck, Hanne Claes, Liefde Schoemaker en Helena Ponette eindigden in hun serie als derde in 3.27,19. Er was echter nog een herkansingsronde. Daarin moesten ze hoe dan ook bij de eerste twee zien te eindigen. Dat lukte wel. In een gewijzigde opstelling met Imke Vervaet en Camille Laus op de plaatsen van Claes en Schoemaker wonnen de Belgian Cheetahs nu hun serie in 3.26,79. Deelname aan zowel de EK als de Olympische Spelen was veiliggesteld.

### Tegenvaller op EK
Op de EK in Rome namen Claes en Couckuyt beiden deel aan de 400 m horden. Hoewel de twee Belgische hordeloopsters goed voor de dag kwamen – Claes leverde met 55,36 haar beste jaarprestatie, terwijl Couckuyt met 55,24 daar een honderdste seconde boven bleef – kwam geen van beiden door de halve finale heen. Voor de finale bleek ten minste 54,66 noodzakelijk te zijn, de tijd waarmee de Nederlandse Cathelijn Peeters als laatste die finale wel haalde. Het was vervolgens zuur dat Hanne Claes niet deel uitmaakte van de Belgian Cheetahs op de 4 × 400 m estafette. Zij had immers de hele ontwikkeling van de Belgische estafettevrouwen in wisselende samenstellingen meegemaakt vanaf het jaar 2018, toen het Belgische record op 3.29,06 was gesteld, tot aan de 3.22,12 op de EK van 2022. En enkele keren waren de Belgian Cheetahs daarbij zelfs dicht bij een medaille geweest. In Rome veroverde het Belgische viertal achter Nederland en Ierland in 3.22,95 eindelijk voor het eerst in de historie wel een medaille, het brons, en juist nu was Claes er niet bij.

### OS: vreugde en verdriet
Voor de Spelen in Parijs had Claes zich al in 2023 voor de 400 m horden gekwalificeerd. Ze zou daaraan voorafgaand in principe ook zijn uitgekomen op de 4 × 400 m gemengde estafette, maar onder druk van Alexander Doom werd ten slotte de voorkeur gegeven aan Helena Ponette. Dat was een forse teleurstelling voor Claes, die het vooral betreurde dat deze beslissing pas zo kort voor de start van de Spelen was genomen. Nu voelde zij zich er emotioneel door uitgeput en moest ze zich in enkele dagen tijd weer proberen op te laden voor de 400 m horden. Dat lukte echter. Op de 400 m horden wist zij zich in haar serie met 54,80 als een van de drie tijdsnelsten – Couckuyt met 54,90 en Peeters met 54,84 waren de andere twee – te plaatsen voor de halve finale. Daar strandde Claes met 55,96 als laatste in haar halve finale. De Olympische Spelen dreigden als een nachtkaars uit te gaan voor Hanne Claes. Ze kreeg echter nog een kans, doordat zij nu weer wel deel mocht deelnemen aan de 4 x 400 m voor vrouwen. En hoewel de Belgian Cheetahs weinig in te brengen hadden tegen het ontketende Amerikaanse gouden viertal en ze zich evenmin konden mengen in de strijd om de overige medailles, waarin uiteindelijk Femke Bol met haar fameuze eindsprint het zilver voor de Nederlandse vrouwen veiligstelde, werden de Belgische vier toch evenmin weggelopen, getuige hun tijd van 3.22,40, slechts 0,28 seconden boven het nationale record. Ook al werden ze zevende, dat ze deel hadden uitgemaakt van de snelste olympische finale ooit – de eerste vijf teams liepen een nationaal record, de winnende Amerikaanse vrouwen zelfs een werelddeelrecord – gaf toch veel voldoening. Al met al vond Claes dat zij met haar halve finale op de 400 m horden en die finale met de Cheetahs haar olympische dromen toch had vervuld.

### Atletiekloopbaan beëindigd
Een maand later nam Claes deel aan de Memorial Van Damme, waar zij op de 400 m uitkwam in de promotionele race die speciaal voor Sydney McLaughlin-Levrone in het leven was geroepen. Die won prompt; Claes werd vijfde. Het was haar laatste race, want hiermee beëindigde zij haar atletiekloopbaan. 

### Clubs
Claes was lid van Daring Club Leuven Atletiek (DCLA) en studeerde lichamelijke opvoeding aan de KU Leuven en behaalde ook een Master of Business Administration aan dezelfde universiteit. Begin 2017 sloot ze zich aan bij Excelsior Sports Club, waar ze traint in de groep van Jacques Borlée. Eind 2020 stapte ze samen met deze trainingsgroep over naar Sport Vlaanderen en keerde ze terug naar DCLA. Eind 2021 verliet ze deze trainingsgroep en werd Carole Bam haar nieuwe coach.

## Belgische kampioenschappen
Outdoor
| Onderdeel    | Jaar             |
| ------------ | ---------------- |
| 200 m        | 2012, 2013       |
| 400 m horden | 2018, 2019, 2021 |

Indoor
| Onderdeel | Jaar       |
| --------- | ---------- |
| 200 m     | 2011, 2012 |

## Persoonlijke records
Outdoor
| Onderdeel    | Prestatie    | Datum        | Plaats            |
| ------------ | ------------ | ------------ | ----------------- |
| 100 m        | 11,49 s      | 7 juli 2012  | Heusden           |
| 200 m        | 23,26 s      | 29 juni 2012 | Helsinki          |
| 400 m        | 51,28 s      | 14 juli 2024 | La Chaux-de-Fonds |
| 400 m horden | 54,33 s (NR) | 2 juli 2023  | La Chaux-de-Fonds |

Indoor
| Onderdeel | Prestatie | Datum            | Plaats   |
| --------- | --------- | ---------------- | -------- |
| 60 m      | 7,70 s    | 8 februari 2009  | Gent     |
| 200 m     | 23,94 s   | 20 februari 2011 | Gent     |
| 400 m     | 52,78 s   | 12 februari 2023 | Dortmund |

## Palmares

### 100 m
- 2012:  BK AC - 11,58 s
- 2013:  BK AC - 11,68 s

### 200 m
- 2011:  BK AC indoor - 23,94 s
- 2012:  BK AC indoor - 24,00 s
- 2012:  BK AC - 23,33 s
- 2012: 5e in ½ fin. EK in Helsinki - 23,68 s (in serie 23,26 s)
- 2013:  BK AC - 23,33 s
- 2013: 4e series EK U23 in Tampere - 23,85 s
- 2015: 7e Universiade in Gwangju  - 23,75 s

### 400 m
- 2018:  BK indoor AC - 54,34 s
- 2022:  BK indoor AC - 53,27 s
- 2023:  BK indoor AC – 53,03 s

Diamond League-resultaten
- 2024: 5e Memorial Van Damme (Prom. Event) - 52,03 s

### 100 m horden
- 2009: DNF EK U20 in Novi Sad (in ½ fin. 13,73 s)

### 400 m horden
- 2014: 23e EK in Zürich - 60,20 s
- 2018:  BK AC - 55,20
- 2018: 4e EK in Berlijn - 55,75 s
- 2019:  BK AC - 55,36 s
- 2019: 5e in ½ fin. WK in Doha - 55,25 s
- 2021:  BK AC - 57,28 s
- 2021: 8e in reeks OS in Tokio - 56,38 s
- 2022:  BK AC - 56,49 s
- 2022: 4e in ½ fin. EK in München - 55,31 s
- 2023: 7e in ½ fin. WK in Boedapest - 56,06 s (in serie 55,13 s)
- 2024: 6e in ½ fin. EK in Rome - 55,36 s
- 2024:  BK AC - 54,82 s
- 2024: 8e in ½ fin. OS - 55,96 s (in serie 54,80 s)

Diamond League-resultaten
- 2019: 4e Memorial Van Damme - 57,08 s
- 2023: 7e Memorial Van Damme - 54,95 s

### 4 × 100 m
- 2012: 4e in ½ fin. EK - 43,81 s

### 4 × 400 m
- 2009: 5de EK U20 - 3.41,86
- 2018: 4e EK in Berlijn - 3.27,69 (NR)
- 2019: 5e EK indoor in Glasgow - 3.32,46 (NR)
- 2019: 10e IAAF World Relays in Yokohama - 3.32,71
- 2019: 5e WK in Doha - 3.27,15 (3.26,58 (NR) in reeksen)
- 2022: 6e WK indoor in Belgrado - 3.33,61 (3.30,58 (NR) in reeksen)
- 2022: 4e EK in München - 3.22,12 (NR)
- 2023: 5e WK in Boedapest - 3.22,84
- 2024: 9e World Athletics Relays in Nassau  – 3.26,79[12]
- 2024: 7e OS - 3.22,40

### 4 × 400 m gemengd
- 2019: 8e IAAF World Relays in Yokohama - 3.25,74
- 2019: 6e WK in Doha - 3.14,22 (NR)